# نيدو توركوفيتش
نيدو توركوفيتش هو لاعب كرة قدم بوسني. يلعب مهاجما لعب سابقاً في نادي التقدم السعودي، ويلعب حاليا لصالح نادي الديوانية العراقي.

## روابط خارجية
- نيدو توركوفيتش على موقع قاعدة بيانات كرة القدم.إي يو (الإنجليزية)
- نيدو توركوفيتش على موقع Soccerway.com (الإنجليزية)